# Peter Erskine
Peter Erskine (Somers Point, 5 giugno 1954) è un batterista statunitense di musica jazz. Dotato di notevole tecnica e versatilità musicale, è uno dei batteristi più apprezzati e famosi del mondo.

## Biografia
Peter Erskine è nato a Somers Point, New Jersey, (USA), ha iniziato a suonare la batteria all'età di 4 anni. Ha cominciato la sua carriera all'età di 18 anni con la Stan Kenton Orchestra, con la quale ha collaborato per 3 anni. Successivamente ha militato nei Weather Report per quattro anni, registrando 5 dischi, compreso un premio Grammy Award con "8:30". Dopo questa esperienza ha iniziato a suonare con Mike Brecker, Mike Mainieri, Don Grolnick e Eddie Gomez degli Steps Ahead.
Peter Erskine è presente in oltre 600 dischi, fra cui si possono citare i lavori con le big band di Maynard Ferguson, Bob Mintzer, la Word of Mouth Big Band di Jaco Pastorius e Kenny Wheeler, le orchestre come la BBC Symphony Orchestra, l'Ensemble Modern, la London Symphony e la Los Angeles Philharmonic. Ha inoltre registrato con musicisti quali Steely Dan, Lyle Mays, Joni Mitchell, gli Yellowjackets, Diana Krall, Chick Corea, Pino Daniele, Rita Marcotulli, Freddie Hubbard, Gary Burton, Pat Metheny, Massimo Colombo, Sadao Watanabe, Eliane Elias, Mike Stern, Miroslav Vitous, Jan Garbarek, John Scofield, John Martyn, Ralph Towner.
Peter Erskine è laureato alla Interlochen Arts Academy (Michigan, USA) e ha studiato percussioni con George Gaber alla Indiana University. Egli conduce seminari per batteristi in tutto il mondo ed è autore di libri e DVD didattici di grande successo. Insegna alla University of Southern California ed è consulente per la batteria jazz alla Royal Academy of Music di Londra. Ha vinto ben 7 primi posti al sondaggio di 'Modern Drummer Reader' nella categoria Mainstream Jazz Drummer, ed ha ricevuto un dottorato onorario di musica al Berklee College of Music.

## Discografia
Da solista:
- Peter Erskine (1982)
- Transition (1986)
- Motion Poet (1988)
- Sweet Soul (1990)
- Big Theatre (1991)
- You Never Know (1992)
- Time Being (1993)
- History Of The Drum (1994)
- As It Is (1996)
- Behind Closed Doors, vol.1 (1997)
- Juni (1999)
- The Cherry Orchard (1999, original soundtrack)
- Side Man Blue (2001, original soundtrack)
- Peter Erskine ECM "rarum" (2002, compilation)
- Badlands (2002)
- Worth the Wait (2007)
- The Trio "Live" @ Charlie O's (2010)
- Dr. Um (2016)
- Second Opinion (2017)
- On Call (2018)

In collaborazione:
- Joni Mitchell - Mingus (1979)
- Jaco Pastorius - Word of mouth (1981)
- Ralph Towner - Open Letter (1992)
- Richard Torres - From Kenton to Now (1995)
- P. Erskine / Lounge Art Ensemble - Lava Jazz (1997)
- Pino Daniele - Yes I Know My Way (The Best Of) (1998)
- P.Erskine, F.Nastro, G.Peacock - Trio Dialogues (1998)
- con Marty Ehrlich, Mike Formanek - Relativity (1999)
- WDR Big Band / Dobbins - Prism (1999)
- Peter Erskine, Alan Pasqua - Live at Rocco (2000)
- The Hudson Project - The Hudson Project (2000)
- Trio E_L_B (P.Erskine, Nguyen Le, Michel Benita) - E_L_B (2001)
- Peter Epstein, Scott Colley, PE - Old School (2001)
- Pino Daniele - Medina (2001)
- Erskine/Pasqua/Carpenter - Badlands (2002)
- Bill Dobbins / John Goldsby / Peter Erskine	- Cologne (2003)
- Pino Daniele Project - Passi D'Autore (2004)
- Diana Krall - The Girl in other room (2004)
- Pino Daniele - Il mio nome è Pino Daniele e vivo qui (2007)
- Maurizio Rolli - Rolli's Tones (2009)
- Chris Minh Doky / Peter Erskine / Larry Goldings - Scenes from a Dream (2010)
- Peter Erskine / Simone Gubbiotti / Darek Oles - Promise to My Friend (2012)
- Massimo Colombo / Peter Erskine / Darek Oleszkiewicz - Trio Grande (2015)
- Peter Erskine / Darek Oles / Alan Pasqua - The Interlochen Concert (2016)
- Peter Erskine New Trio - In Praise of Shadows (2017)
- Peter Erskine / George Garzone / Darek Oles / Alan Pasqua - 3 Nights in L.A. (2019)
- Peter Erskine / Darek Oles / Alan Pasqua -  Live in Italy (2022)
- Peter Erskine & The Jam Music Lab All-Star - Vienna To Hollywood (2025)

## Pubblicazioni
- Drum Concepts & Techniques
- The Drum Perspective
- Drumset Essentials vol.1, vol 2 e vol 3
- The Erskine Method
- Time Awareness for all Musicians

## Video
- Peter Erskine Trio, Live at JazzBaltica